# Maksym Martyniuk
Maksym Petrowycz Martyniuk, ukr. Максим Петрович Мартинюк (ur. 24 kwietnia 1977 w Odessie) – ukraiński menedżer, prawnik i urzędnik, od 2018 do 2019 pełniący obowiązki ministra polityki rolnej.

## Życiorys
Urodził się w Odessie, w 1982 przeniósł się z rodziną do Winnicy. Tam ukończył szkołę średnią, a w 1998 studia z zarządzania na Winnickim Narodowym Uniwersytecie Rolniczym. W 1997 uzyskał też dyplom z jurysprudencji. W latach 2000–2003 był wykładowcą zarządzania w winnickim wydziale zamiejscowym Uniwersytetu Europejskiego w Kijowie.
Po studiach do 1999 pracował jako prawnik w winnickim oddziale krajowego funduszu emerytalnego. W latach 2004–2009 był szefem rady nadzorczej prywatnej spółki „Winnicjawodprojekt”. W 2006 bezskutecznie kandydował do parlamentu z ramienia bloku wyborczego „Pora – PRP”. Później do 2010 kierował departamentem zasobów wodnych w Ministerstwie Zasobów Naturalnych, a od 2010 do 2011 pozostawał wiceszefem działu ochrony środowiska w administracji obwodu winnickiego. Później do 2014 we władzach miejskich Winnicy kierował departamentem architektury, urbanistyki i katastrów. W marcu 2014 objął kierownictwo nad krajowym urzędem nadzoru architektoniczno-budowlanego, a w marcu 2015 przeszedł do kierowania urzędem geodezji, kartografii i katastrów.
W lipcu 2016 objął funkcję pierwszego wiceministra polityki rolnej w rządzie Wołodymyra Hrojsmana. 22 listopada 2018 zastąpił Tarasa Kutowego, po zaakceptowaniu jego rezygnacji (złożonej w maju 2017) przez Radę Najwyższą Ukrainy, w charakterze pełniącego obowiązki ministra polityki rolnej. 7 lutego 2019 na stanowisku p.o. zastąpiła go Olha Trofimcewa.